# لاورنستاون (نوفا سكوشا)
لاورنستاون (بالإنجليزية: Lawrencetown, Annapolis County)‏ هي مستوطنة تقع في كندا في Annapolis County, Nova Scotia. يقدر عدد سكانها بـ 668 نسمة ومساحتها 5.62 كم2 .